# Cynopotamus tocantinensis
Cynopotamus tocantinensis är en fiskart som beskrevs av Menezes, 1987. Cynopotamus tocantinensis ingår i släktet Cynopotamus och familjen Characidae. Inga underarter finns listade i Catalogue of Life.